# Asociación de Empleados Bancarios del Uruguay (Bauwerk)

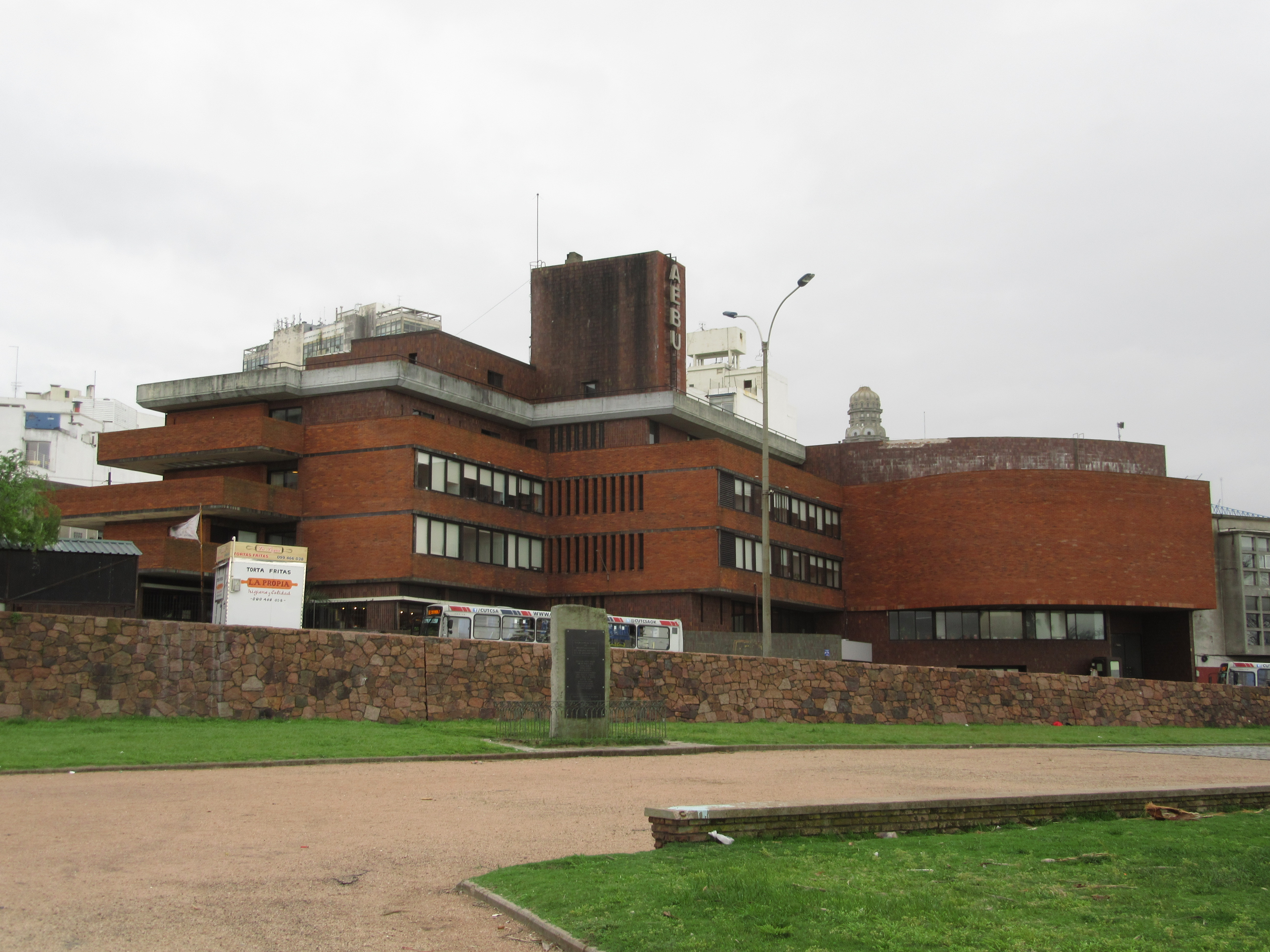
Asociación de Empleados Bancarios del Uruguay (2016)

Asociación de Empleados Bancarios del Uruguay ist ein Bauwerk in der uruguayischen Landeshauptstadt Montevideo.
Das nach einem vier Jahre zuvor durchgeführten Wettbewerb 1968 errichtete Gebäude befindet sich in der Ciudad Vieja an der Calle Reconquista 574, Ecke Camacuá nördlich der Plaza España. Architekten des Bauwerks, das 1971 eröffnet wurde, sind Rafael Lorente Escudero, Rafael Lorente Mourelle und Juan J. Lussich. Das 15 Meter hohe, fünf Stockwerke beinhaltende Gebäude ist Sitz der gleichnamigen, am 5. Mai 1942 gegründeten Gewerkschaft der Bankangestellten, der Asociación de Empleados Bancarios del Uruguay (AEBU). Es besitzt eine Grundfläche von 2300 m².